# ميوانة
ميوانة (بالفارسية: میوانه) هي مستوطنة تقع في قسم زرنة الريفي (مقاطعة إيوان) في إيران. يقدر عدد سكانها بـ 48 نسمة .